# Verhnea Kutuzovka, Alușta
Verhnea Kutuzovka (în ucraineană Верхня Кутузовка) este un sat în comuna Izobilne din orașul regional Alușta, Republica Autonomă Crimeea, Ucraina.

## Demografie
Componența lingvistică a localității Verhnea Kutuzovka
     Tătară crimeeană (55,79%)
     Rusă (36,08%)
     Ucraineană (5,26%)
     Alte limbi (0,19%)
Conform recensământului din 2001, majoritatea populației localității Verhnea Kutuzovka era vorbitoare de tătară crimeeană (55,79%), existând în minoritate și vorbitori de rusă (36,08%) și ucraineană (5,26%).